# Sliboń
Sliboń (słow. Sliboñ, 772 m) – szczyt w słowackich Górach Lubowelskich, które w polskiej regionalizacji z 2018 r. zaliczane są do Pogórza Popradzkiego. Znajduje się w grzbiecie Ośli Wierch (859 m) – Szeroki Wierch (884 m) – Okrúhla (828 m) – Slibońska Przełęcz (658 m) – Sliboń. Wznosi się nad miejscowościami Sulin i Mały Lipnik. Jego północne i wschodnie stoki opadają do Popradu i jego dopływu – potoku Lipnik, zachodnie do doliny Sulińskiego Potoku (Sulinský potok).
Sliboń jest całkowicie porośnięty lasem, więc pozbawiony widoków. Zaznaczane na niektórych mapach polany już zarosły lasem. Prowadzi przez niego szlak turystyczny, ale turyści chodzą tędy rzadko. Ścieżka w niektórych miejscach zanika, trasa jest mylna. Przed II wojną światową istniały na grzbiecie Slibonia pasterskie hale, jednak zupełnie już zarosły lasem.
U północnych podnóży Slibonia nad Popradem znajduje się źródło wody mineralnej Sulinka. Jest bezpłatnie udostępnione (wodę czerpie się z kranu).

## Szlaki turystyczne
– czerwony: Lubowla – Zamek Lubowelski – Ośli Wierch – Sliboń – Sulinka. 4.40 h, ↓ 4.50 h